# Canton de Bavilliers
Le canton de Bavilliers est une circonscription électorale française située dans le département du Territoire de Belfort et la région Bourgogne-Franche-Comté.

## Histoire
Un nouveau découpage territorial du Territoire de Belfort entre en vigueur à l'occasion des premières élections départementales suivant le décret du 13 février 2014. Les conseillers départementaux sont, à compter de ces élections, élus au scrutin majoritaire binominal mixte. Les électeurs de chaque canton élisent au Conseil départemental, nouvelle appellation du Conseil général, deux membres de sexe différent, qui se présentent en binôme de candidats. Les conseillers départementaux sont élus pour 6 ans au scrutin binominal majoritaire à deux tours, l'accès au second tour nécessitant 12,5 % des inscrits au 1er tour. En outre la totalité des conseillers départementaux est renouvelée. Ce nouveau mode de scrutin nécessite un redécoupage des cantons dont le nombre est divisé par deux avec arrondi à l'unité impaire supérieure si ce nombre n'est pas entier impair, assorti de conditions de seuils minimaux. Dans le Territoire de Belfort, le nombre de cantons passe ainsi de 15 à 9.
Le canton de Bavilliers est créé par ce décret. Il est formé de communes des anciens cantons de Châtenois-les-Forges (1 commune), de Valdoie (2 communes) et de Danjoutin (2 communes). Le bureau centralisateur est situé à Bavilliers.

## Représentation

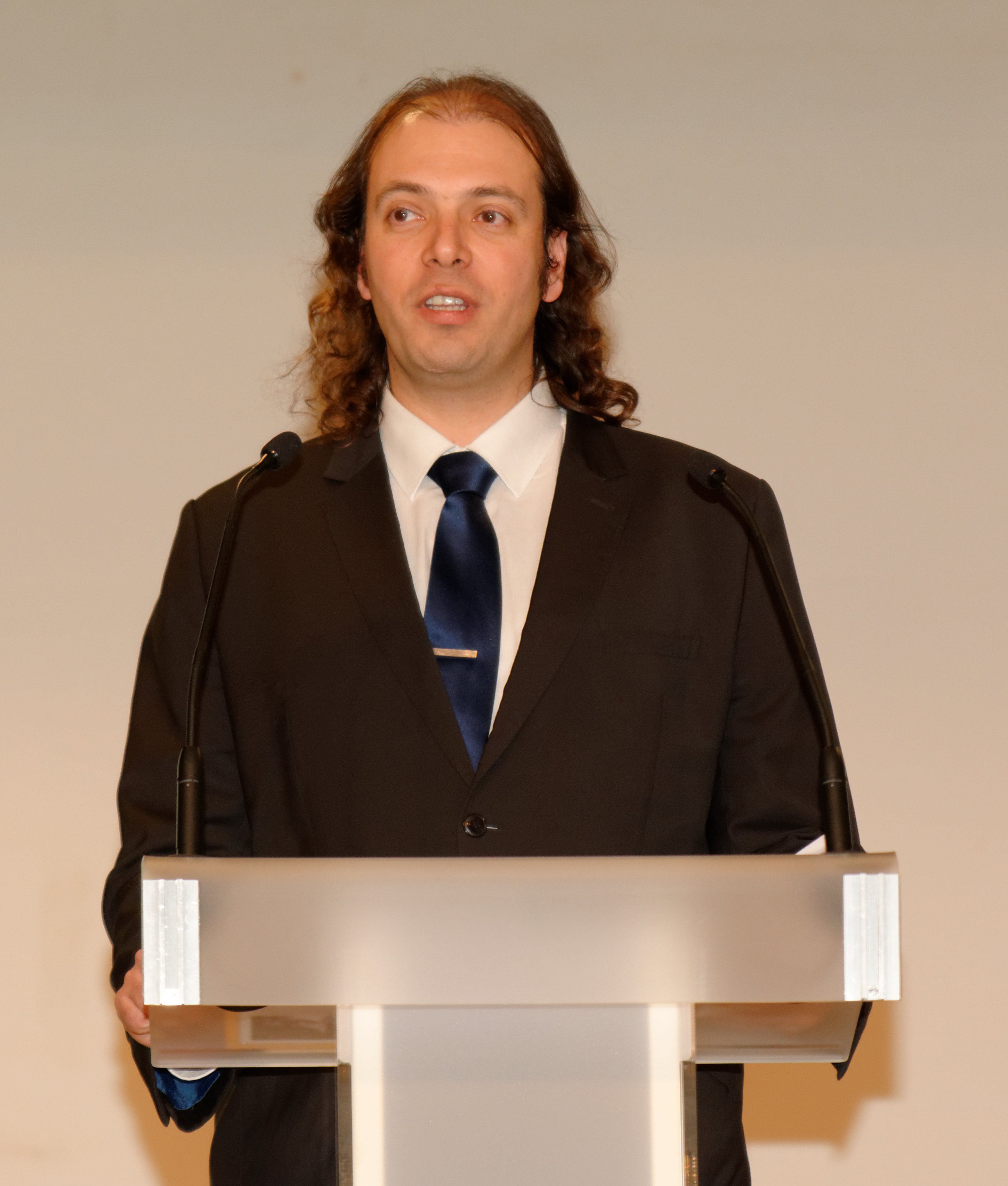
Éric Koeberlé

| Période élective | Période élective | Mandat      | Mandat                | Identité                  | Nuance | Nuance | Qualité |
| ---------------- | ---------------- | ----------- | --------------------- | ------------------------- | ------ | ------ | --- |
| 2015             | 2021             | 2015        | 2021                  | Marie-Claude Chitry-Clerc |        | LR     | Formatrice à la Chambre de Métiers et de l'Artisanat du Territoire de Belfort Maire-adjointe d'Essert 5ème Vice-Présidente du Conseil départemental |
| 2015             | 2021             | 2015        | 2021                  | Éric Koeberlé             |        | LR     | Ancien fonctionnaire territorial Maire de Bavilliers 2ème Vice-Président du Conseil départemental                                                   |
| 2021             | 2028             | 2021        | déc. 2024 (démission) | Marie-Dominique Beluche   |        | DVG    | Retraitée de l'éducation à l'environnement, conseillère municipale de Bavilliers                                                                    |
| 2021             | 2028             | 2021        | déc. 2024 (démission) | Emmanuel Formet           |        | DVG    | Cadre de l'industrie, maire de Danjoutin |
| 2021             | 2028             | 12 Déc.2024 | en cours              | Léo Prassel               |        | DVG    | Militant associatif, Bavilliers |
| 2021             | 2028             | 12 Déc.2024 | en cours              | Martine Pauluzzi          |        | DVG    | Première adjointe au maire de Danjoutin |

### Résultats détaillés

#### Élections de mars 2015
À l'issue du 1er tour des élections départementales de 2015, trois binômes sont en ballottage : Marie-Claude Chitry-Clerc et Éric Koeberlé (Union de la Droite, 35,37 %), Daniel Feurtey et Isabelle Nehdi (Union de la Gauche, 31,84 %) et Andrée Bailly et Régis Guerrero (FN, 27,74 %). Le taux de participation est de 54,78 % (5 579 votants sur 10 185 inscrits) contre 54,32 % au niveau départemental et 50,17 % au niveau national.
Au second tour, Marie-Claude Chitry-Clerc et Éric Koeberlé (Union de la Droite) sont élus avec 39,61 % des suffrages exprimés et un taux de participation de 57,22 % (2 216 voix pour 5 828 votants et 10 185 inscrits).
Eric Koeberlé a quitté le MoDem pour LR.

#### Élections de juin 2021
Le premier tour des élections départementales de 2021 est marqué par un très faible taux de participation (33,26 % au niveau national). Dans le canton de Bavilliers, ce taux de participation est de 35,19 % (3 552 votants sur 10 093 inscrits) contre 33,32 % au niveau départemental. À l'issue de ce premier tour, deux binômes sont en ballottage : Marie-Dominique Beluche et Emmanuel Formet (DVG, 50,66 %) et Éric Koeberle et Delphine Macchi (LR, 49,34 %).
Le second tour des élections est marqué une nouvelle fois par une abstention massive équivalente au premier tour. Les taux de participation sont de 34,36 % au niveau national, 35,84 % dans le département et 39,36 % dans le canton de Bavilliers. Marie-Dominique Beluche et Emmanuel Formet (DVG) sont élus avec 50,5 % des suffrages exprimés (1 871 voix pour 3 973 votants et 10 094 inscrits),,.

## Composition
Le nouveau canton de Bavilliers comprend cinq communes entières.
| Nom                                | Code Insee | Intercommunalité | Superficie (km2) | Population (dernière pop. légale) | Densité (hab./km2) | Modifier                                    |
| ---------------------------------- | ---------- | ---------------- | ---------------- | --------------------------------- | ------------------ | ------------------------------------------- |
| Bavilliers (bureau centralisateur) | 90008      | CA Grand Belfort | 4,80             | 4 641 (2022)                      | 967                | modifier les données · modifier les données |
| Cravanche                          | 90029      | CA Grand Belfort | 1,35             | 1 935 (2022)                      | 1 433              | modifier les données · modifier les données |
| Danjoutin                          | 90032      | CA Grand Belfort | 5,65             | 3 531 (2022)                      | 625                | modifier les données · modifier les données |
| Essert                             | 90039      | CA Grand Belfort | 7,01             | 3 382 (2022)                      | 482                | modifier les données · modifier les données |
| Pérouse                            | 90076      | CA Grand Belfort | 4,90             | 1 199 (2022)                      | 245                | modifier les données · modifier les données |
| Canton de Bavilliers               | 9001       |                  | 23,71            | 14 688 (2022)                     | 619                | modifier les données                        |

## Démographie
En 2022, le canton comptait 14 688 habitants, en évolution de −1,4 % par rapport à 2016 (Territoire de Belfort : −2,78 %, France hors Mayotte : +2,11 %).
| 2013   | 2018   | 2022   |
| ------ | ------ | ------ |
| 14 728 | 14 805 | 14 688 |